# Brookby
Brookby  est une banlieue rurale de la cité d’Auckland dans l’île du nord de la Nouvelle-Zélande.

## Situation
Brookby est située approximativement à 5 kilomètres à l’ouest de la ville de Clevedon et à 5 km au sud-est de celle de Whitford, au  sud-ouest, elle est limitée par les villes d’Alfriston et Ardmore

## Activité
Initialement établie comme une communauté agricole avec quelques personnes vivant dans le secteur, Brookby est maintenant une localité en croissance rapide.
Elle est bien établie avec une école et de nombreuses maisons de construction récente dans le secteur.

## Gouvernance
La banlieue fait partie du ward de Franklin (en), une des 13 divisions administratives constituant le conseil d’Auckland.
Elle est aussi située dans le secteur électoral de Hunua (en)

## Toponymie
Brookby était initialement appelé « Turanga Creek », jusqu’à ce que les premiers résidents réalisent que leurs courriers étaient envoyés par erreur dans la ville de Tauranga.
Le bureau de poste initial fut localisé prés d’un « Brook » ou ruisseau nommé Papakura Stream, et qui fut ainsi nommé pour le brook, d’où Brookby .